# L’Italia liberata dai Goti

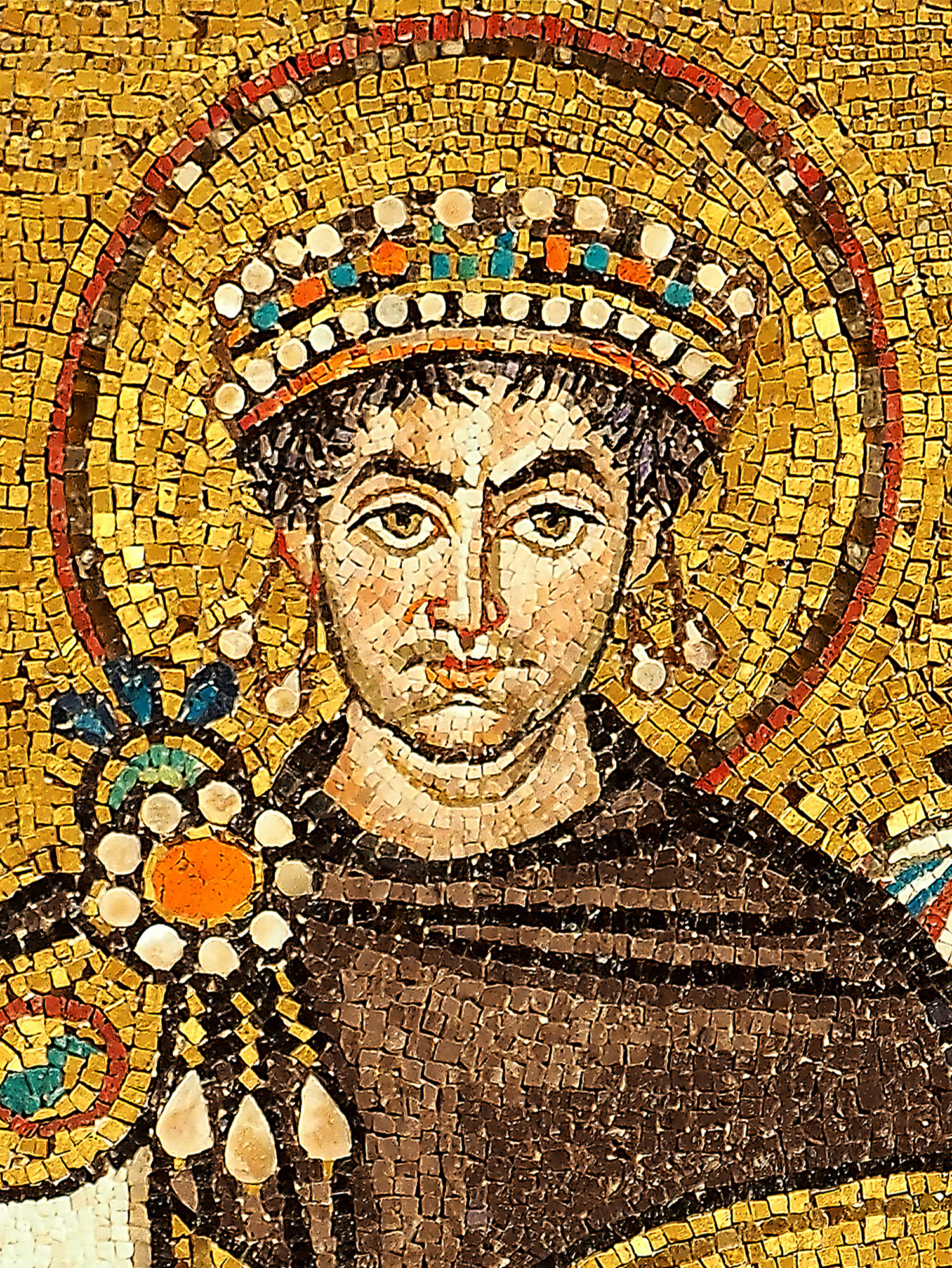
Justynian. Mozaika w Rawennie

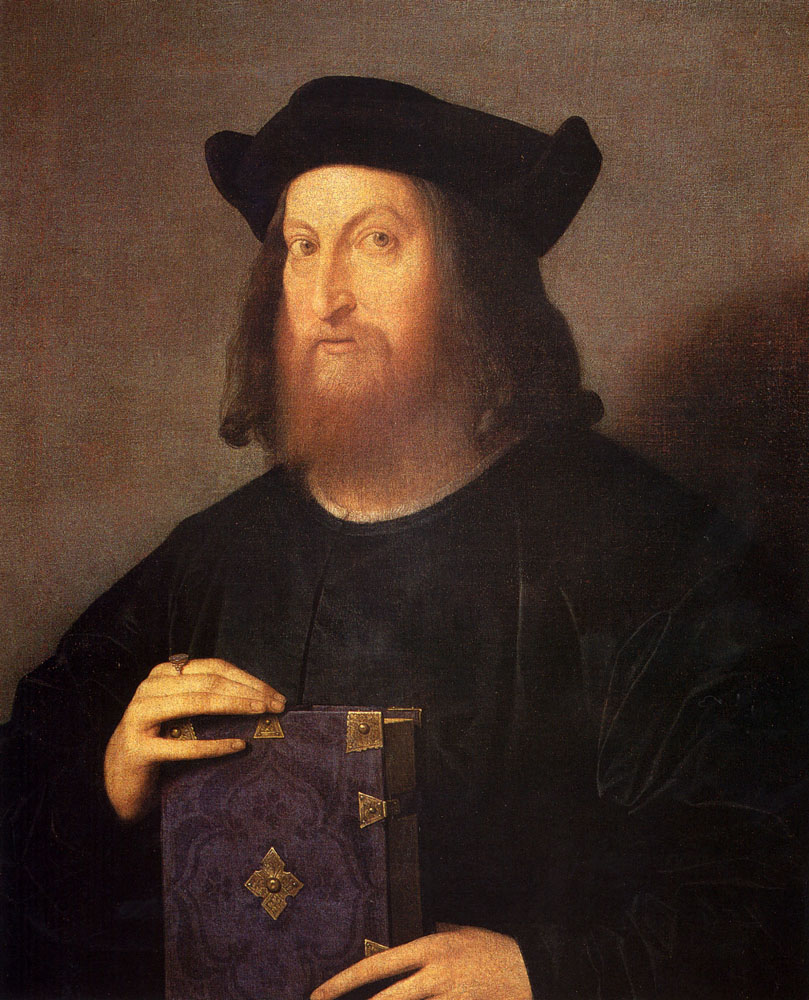
Vincenzo Catena, portret Giana Giorgia Trissina

L’Italia liberata dai Goti – epos szesnastowiecznego włoskiego poety Giana Giorgia Trissina. Utwór został wydany w 1547, choć był ukończony dwadzieścia lat wcześniej. Epos opowiada o wojnie toczonej przez cesarza Justyniana przeciwko Ostrogotom w latach 535-539. Został  oparty na relacji Prokopiusza z Cezarei. Składa się z dwudziestu siedmiu ksiąg. Został napisany wierszem białym, jedenastozgłoskowym (endecasillabo).
Divino Apollo, e voi celesti Muse,

ch'avete in guardia i glorïosi fatti

e i bei pensier de le terrene menti,

piacciavi di cantar per la mia lingua

come quel giusto ch'ordinò le leggi

tolse a l’Italia il grave ed aspro giogo

de gli empi Gotti, che l'avean tenuta

in dura servitù presso a cent'anni:

per la cui libertà fu molta guerra,

molto sangue si sparse, e molta gente

passò 'nanz'il suo dì ne l'altra vita,

come permesse la divina altezza.